# Angelo Bellon
Angelo Bellon (OP; Pianiga, 25 dicembre 1947) è un teologo e frate domenicano italiano.
È collaboratore del sito web cattolico Amici Domenicani, per il quale cura le risposte ai fedeli su tematiche teologiche, morali e filosofiche. Padre Angelo Bellon è inoltre docente di Teologia morale e Teologia spirituale presso la Facoltà Teologica dell’Italia settentrionale - sezione di Genova - e presso l’Istituto Superiore di Scienze Religiose Ligure.

## Biografia
Originario di Pianiga, in provincia di Venezia, Padre Angelo Bellon si avvicina all’ordine Domenicano in giovane età e fa la sua professione solenne dei voti l’8 ottobre 1964. Nel 1972 viene ordinato presbitero.
Egli compie i suoi studi nelle istituzioni accademiche proprie dell’Ordine Domenicano: Studium generale di Chieri, Facoltà teologica di Bologna e Pontificia Università San Tommaso.
A partire dal 2004 è l’autore principale del blog AmiciDomenicani.it.

## Opere
- Angelo Bellon, Santi per vocazione: Trattato di teologia spirituale, Alessandria, Edizioni Amici Domenicani, 2020, ISBN 978-1659896954.
- Angelo Bellon, La mia vocazione è l'amore: Santa Teresa di Lisieux, Alessandria, Edizioni Amici Domenicani, 2020, ISBN 979-8604567937.
- Angelo Bellon, La mia anima ha sete di Dio: De religione - Trattato di teologia morale, Alessandria, Edizioni Amici Domenicani, 2020, ISBN 979-8671655483.
- Angelo Bellon, Il senso della Scrittura si comprende attraverso le azioni dei santi: Teologia spirituale, Alessandria, Edizioni Amici Domenicani, 2020, ISBN 979-8695152180.
- Angelo Bellon, Ma tu uomo di Dio: La spiritualità del sacerdote diocesano, Alessandria, Edizioni Amici Domenicani, 2021, ISBN 979-8756954418.
- Angelo Bellon, San Tommaso e il tomismo: La persona e l’organismo soprannaturale, Alessandria, Edizioni Amici Domenicani, 2023, ISBN 979-8859021932.
- Angelo Bellon, Santa Caterina da Siena, Bologna, Edizioni Studio Domenicano, 2025, ISBN 978-8855451208.
- Angelo Bellon, Pier Giorgio Frassati: La sua spiritualità, Bologna, Edizioni Studio Domenicano, 2025, ISBN 978-8855451130.